# Tallsiska
Tallsiska (Spinus pinus) är en fågel i tättingfamiljen finkar som förekommer i Nordamerika och Mexiko. Den är nära släkt med europeiska och asiatiska grönsiskan, men även med centralamerikanska svartkronad siska och hispaniolasiskan i Västindien.

## Kännetecken

### Utseende
Tallsiskan är en liten (11–14 cm) finkfågel med vass och spetsig näbb och kort, något kluven stjärt. Fjäderdräkten är mestadels brun och kraftigt streckad med gula kanter på ving- och stjärtpennorna samt tydliga vingband, gula hos hanen och smutsvita hos honan.
Arten är lik sin nära släkting grönsiskan, dess motsvarighet i Europa och Asien. Grönsiskan är dock mycket mer bjärt i färgerna med en tydlig svart hjässa och är ostreckad på strupe och bröst. Vingbanden är breda och gula, hos tallsiska smalare och beigevita. Tallsiskans näbb är och längre med rak övre näbbhalva (grönsiskans är något böjd). Vissa tallsiskor, endast cirka 1%, har en grön anstrykning i fjäderdräkten, men är gulaktig på undre stjärttäckarna (grönsiskan är vit) och saknar gult i ögonbrynsstrecket.

### Läten
Locklätet är ett grovt och strävt stigande "zhreeeeee". I flykten hörs ljusa och vassa "kdeew" och dämpade "bid bid". Sången är en snabb serie med hesa toner och inblandade lockläten.

## Utbredning och systematik
Tallsiska delas upp i två grupper med tre underarter som har följande utbredning:
- pinus/macropterus-gruppen
  - Spinus pinus pinus – förekommer i södra Alaska, Kanada (från södra Yukon, centrala Manitoba och centrala Ontario österut till centrala och södra Quebec och Newfoundland) samt västra och nordöstra USA; flyttar vintertid söderut till norra och östcentrala Mexiko
  - Spinus pinus macropterus – förekommer i barrskogar i norra Baja California, nordvästra och centrala Mexiko
- Spinus pinus perplexus – förekommer i bergstrakter från södra Mexiko (Chiapas) till sydvästra Guatemala

Vissa år rör sig tallsiskor mer vida omkring och kan ses i stora delar av östra och södra Nortamerika. I juni 2011 fotograferades en adult hane tallsiska i Mys Shmidta, Tjuktjien, Ryssland.

Tallsiskans utbredningsområde, där rött betecknar förekomst enbart häckningstid, blått övervintringsområde och lila förekomst året runt.

Taxonet perplexus har antagits hybridisera med svartkronad siska (S. atriceps) och har spekulerats utgöra en underart av denna. Både morfologiska och genetiska studier visar att perplexus är distinkt från både tallsiskan och svartkronad siska, och kan utgöra en egen art. Hybridisering har även noterats med mindre korsnäbb.

### Släktestillhörighet
Tallsiskan placerades tidigare i det stora släktet Carduelis, men genetiska studier visar att det är kraftigt parafyletiskt och att typarten steglitsen snarare är närmare släkt med vissa arter i Serinus. Numera bryts därför tallsiskan liksom övriga amerikanska siskor samt den europeiska och asiatiska grönsiskan ut ur Carduelis och placeras tillsammans med den asiatiska himalayasiskan (tidigare i Serinus) istället till släktet Spinus.

## Levnadssätt
Tallsiskan häckar vanligen i öppna barr- eller blandskog, men även i parker, kyrkogårdar och mer stadsnära skogar i inplanterade barrträd. Födan består mestadels av frön och knoppar från tall, björk, al och andra träd, men även insekter som den kan fånga i flykten. Fågeln kan födosöka vida omkring i ogräsfält, buskmarke och trädgårdar. Den besöker även fågelmatningar. Arten är social och formar täta konstant kvittrande flockar, ibland tillsammans med guldsiskor.

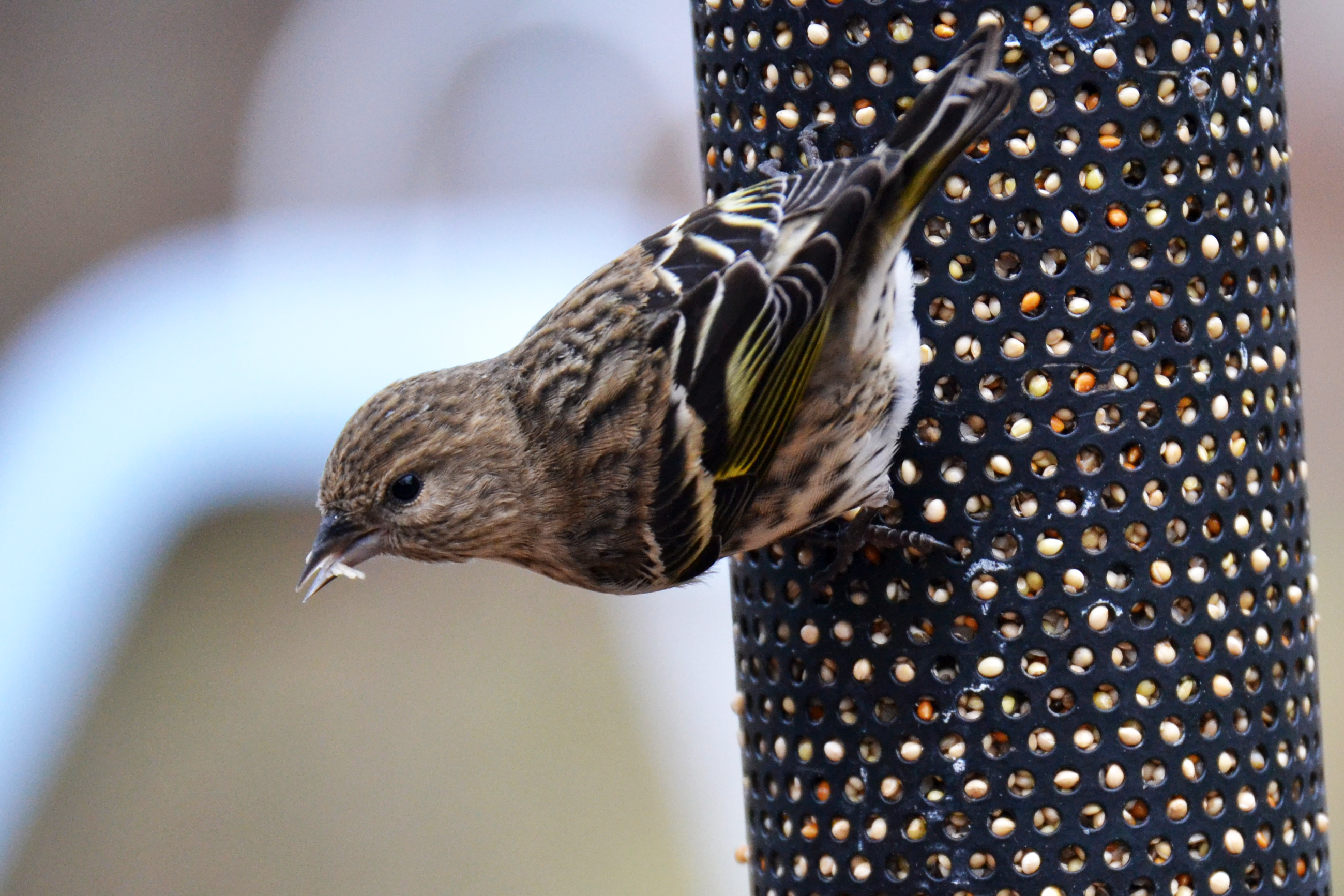
Tallsiskor är flitiga besökare vid fågelmatningar.

### Häckning
Boet placeras medelhögt i ett barrträd längst ut på en gren. Ofta häckar den i lösa kolonier där närmaste granne kan ha sitt bo bara några träd bort. Fågeln lägger en till två kullar med tre till fem ägg. Honan ruvar ensam i 13 dagar och matas under tiden av hanen. Ungarna är flygga efter ytterligare 13–17 dagar.

## Status och hot
Arten har ett stort utbredningsområde och en stor population med stabil utveckling som inte tros vara utsatt för något substantiellt hot. Utifrån dessa kriterier kategoriserar internationella naturvårdsunionen IUCN arten som livskraftig (LC). Världspopulationen uppskattas till 38 miljoner häckande individer.